# Parany de Mortimer
|   | a | b | c | d | e | f | g | h |   |
| 8 | a8 negres torre · c8 negres alfil · d8 negres dama · e8 negres rei · f8 negres alfil · h8 negres torre · a7 negres peó · b7 negres peó · d7 negres peó · e7 negres cavall · f7 negres peó · g7 negres peó · h7 negres peó · c6 negres peó · f6 negres cavall · b5 blanques alfil · e5 blanques cavall · e4 blanques peó · d3 blanques peó · a2 blanques peó · b2 blanques peó · c2 blanques peó · f2 blanques peó · g2 blanques peó · h2 blanques peó · a1 blanques torre · b1 blanques cavall · c1 blanques alfil · d1 blanques dama · e1 blanques rei · h1 blanques torre | a8 negres torre · c8 negres alfil · d8 negres dama · e8 negres rei · f8 negres alfil · h8 negres torre · a7 negres peó · b7 negres peó · d7 negres peó · e7 negres cavall · f7 negres peó · g7 negres peó · h7 negres peó · c6 negres peó · f6 negres cavall · b5 blanques alfil · e5 blanques cavall · e4 blanques peó · d3 blanques peó · a2 blanques peó · b2 blanques peó · c2 blanques peó · f2 blanques peó · g2 blanques peó · h2 blanques peó · a1 blanques torre · b1 blanques cavall · c1 blanques alfil · d1 blanques dama · e1 blanques rei · h1 blanques torre | a8 negres torre · c8 negres alfil · d8 negres dama · e8 negres rei · f8 negres alfil · h8 negres torre · a7 negres peó · b7 negres peó · d7 negres peó · e7 negres cavall · f7 negres peó · g7 negres peó · h7 negres peó · c6 negres peó · f6 negres cavall · b5 blanques alfil · e5 blanques cavall · e4 blanques peó · d3 blanques peó · a2 blanques peó · b2 blanques peó · c2 blanques peó · f2 blanques peó · g2 blanques peó · h2 blanques peó · a1 blanques torre · b1 blanques cavall · c1 blanques alfil · d1 blanques dama · e1 blanques rei · h1 blanques torre | a8 negres torre · c8 negres alfil · d8 negres dama · e8 negres rei · f8 negres alfil · h8 negres torre · a7 negres peó · b7 negres peó · d7 negres peó · e7 negres cavall · f7 negres peó · g7 negres peó · h7 negres peó · c6 negres peó · f6 negres cavall · b5 blanques alfil · e5 blanques cavall · e4 blanques peó · d3 blanques peó · a2 blanques peó · b2 blanques peó · c2 blanques peó · f2 blanques peó · g2 blanques peó · h2 blanques peó · a1 blanques torre · b1 blanques cavall · c1 blanques alfil · d1 blanques dama · e1 blanques rei · h1 blanques torre | a8 negres torre · c8 negres alfil · d8 negres dama · e8 negres rei · f8 negres alfil · h8 negres torre · a7 negres peó · b7 negres peó · d7 negres peó · e7 negres cavall · f7 negres peó · g7 negres peó · h7 negres peó · c6 negres peó · f6 negres cavall · b5 blanques alfil · e5 blanques cavall · e4 blanques peó · d3 blanques peó · a2 blanques peó · b2 blanques peó · c2 blanques peó · f2 blanques peó · g2 blanques peó · h2 blanques peó · a1 blanques torre · b1 blanques cavall · c1 blanques alfil · d1 blanques dama · e1 blanques rei · h1 blanques torre | a8 negres torre · c8 negres alfil · d8 negres dama · e8 negres rei · f8 negres alfil · h8 negres torre · a7 negres peó · b7 negres peó · d7 negres peó · e7 negres cavall · f7 negres peó · g7 negres peó · h7 negres peó · c6 negres peó · f6 negres cavall · b5 blanques alfil · e5 blanques cavall · e4 blanques peó · d3 blanques peó · a2 blanques peó · b2 blanques peó · c2 blanques peó · f2 blanques peó · g2 blanques peó · h2 blanques peó · a1 blanques torre · b1 blanques cavall · c1 blanques alfil · d1 blanques dama · e1 blanques rei · h1 blanques torre | a8 negres torre · c8 negres alfil · d8 negres dama · e8 negres rei · f8 negres alfil · h8 negres torre · a7 negres peó · b7 negres peó · d7 negres peó · e7 negres cavall · f7 negres peó · g7 negres peó · h7 negres peó · c6 negres peó · f6 negres cavall · b5 blanques alfil · e5 blanques cavall · e4 blanques peó · d3 blanques peó · a2 blanques peó · b2 blanques peó · c2 blanques peó · f2 blanques peó · g2 blanques peó · h2 blanques peó · a1 blanques torre · b1 blanques cavall · c1 blanques alfil · d1 blanques dama · e1 blanques rei · h1 blanques torre | a8 negres torre · c8 negres alfil · d8 negres dama · e8 negres rei · f8 negres alfil · h8 negres torre · a7 negres peó · b7 negres peó · d7 negres peó · e7 negres cavall · f7 negres peó · g7 negres peó · h7 negres peó · c6 negres peó · f6 negres cavall · b5 blanques alfil · e5 blanques cavall · e4 blanques peó · d3 blanques peó · a2 blanques peó · b2 blanques peó · c2 blanques peó · f2 blanques peó · g2 blanques peó · h2 blanques peó · a1 blanques torre · b1 blanques cavall · c1 blanques alfil · d1 blanques dama · e1 blanques rei · h1 blanques torre | 8 |
| 7 | a8 negres torre · c8 negres alfil · d8 negres dama · e8 negres rei · f8 negres alfil · h8 negres torre · a7 negres peó · b7 negres peó · d7 negres peó · e7 negres cavall · f7 negres peó · g7 negres peó · h7 negres peó · c6 negres peó · f6 negres cavall · b5 blanques alfil · e5 blanques cavall · e4 blanques peó · d3 blanques peó · a2 blanques peó · b2 blanques peó · c2 blanques peó · f2 blanques peó · g2 blanques peó · h2 blanques peó · a1 blanques torre · b1 blanques cavall · c1 blanques alfil · d1 blanques dama · e1 blanques rei · h1 blanques torre | a8 negres torre · c8 negres alfil · d8 negres dama · e8 negres rei · f8 negres alfil · h8 negres torre · a7 negres peó · b7 negres peó · d7 negres peó · e7 negres cavall · f7 negres peó · g7 negres peó · h7 negres peó · c6 negres peó · f6 negres cavall · b5 blanques alfil · e5 blanques cavall · e4 blanques peó · d3 blanques peó · a2 blanques peó · b2 blanques peó · c2 blanques peó · f2 blanques peó · g2 blanques peó · h2 blanques peó · a1 blanques torre · b1 blanques cavall · c1 blanques alfil · d1 blanques dama · e1 blanques rei · h1 blanques torre | a8 negres torre · c8 negres alfil · d8 negres dama · e8 negres rei · f8 negres alfil · h8 negres torre · a7 negres peó · b7 negres peó · d7 negres peó · e7 negres cavall · f7 negres peó · g7 negres peó · h7 negres peó · c6 negres peó · f6 negres cavall · b5 blanques alfil · e5 blanques cavall · e4 blanques peó · d3 blanques peó · a2 blanques peó · b2 blanques peó · c2 blanques peó · f2 blanques peó · g2 blanques peó · h2 blanques peó · a1 blanques torre · b1 blanques cavall · c1 blanques alfil · d1 blanques dama · e1 blanques rei · h1 blanques torre | a8 negres torre · c8 negres alfil · d8 negres dama · e8 negres rei · f8 negres alfil · h8 negres torre · a7 negres peó · b7 negres peó · d7 negres peó · e7 negres cavall · f7 negres peó · g7 negres peó · h7 negres peó · c6 negres peó · f6 negres cavall · b5 blanques alfil · e5 blanques cavall · e4 blanques peó · d3 blanques peó · a2 blanques peó · b2 blanques peó · c2 blanques peó · f2 blanques peó · g2 blanques peó · h2 blanques peó · a1 blanques torre · b1 blanques cavall · c1 blanques alfil · d1 blanques dama · e1 blanques rei · h1 blanques torre | a8 negres torre · c8 negres alfil · d8 negres dama · e8 negres rei · f8 negres alfil · h8 negres torre · a7 negres peó · b7 negres peó · d7 negres peó · e7 negres cavall · f7 negres peó · g7 negres peó · h7 negres peó · c6 negres peó · f6 negres cavall · b5 blanques alfil · e5 blanques cavall · e4 blanques peó · d3 blanques peó · a2 blanques peó · b2 blanques peó · c2 blanques peó · f2 blanques peó · g2 blanques peó · h2 blanques peó · a1 blanques torre · b1 blanques cavall · c1 blanques alfil · d1 blanques dama · e1 blanques rei · h1 blanques torre | a8 negres torre · c8 negres alfil · d8 negres dama · e8 negres rei · f8 negres alfil · h8 negres torre · a7 negres peó · b7 negres peó · d7 negres peó · e7 negres cavall · f7 negres peó · g7 negres peó · h7 negres peó · c6 negres peó · f6 negres cavall · b5 blanques alfil · e5 blanques cavall · e4 blanques peó · d3 blanques peó · a2 blanques peó · b2 blanques peó · c2 blanques peó · f2 blanques peó · g2 blanques peó · h2 blanques peó · a1 blanques torre · b1 blanques cavall · c1 blanques alfil · d1 blanques dama · e1 blanques rei · h1 blanques torre | a8 negres torre · c8 negres alfil · d8 negres dama · e8 negres rei · f8 negres alfil · h8 negres torre · a7 negres peó · b7 negres peó · d7 negres peó · e7 negres cavall · f7 negres peó · g7 negres peó · h7 negres peó · c6 negres peó · f6 negres cavall · b5 blanques alfil · e5 blanques cavall · e4 blanques peó · d3 blanques peó · a2 blanques peó · b2 blanques peó · c2 blanques peó · f2 blanques peó · g2 blanques peó · h2 blanques peó · a1 blanques torre · b1 blanques cavall · c1 blanques alfil · d1 blanques dama · e1 blanques rei · h1 blanques torre | a8 negres torre · c8 negres alfil · d8 negres dama · e8 negres rei · f8 negres alfil · h8 negres torre · a7 negres peó · b7 negres peó · d7 negres peó · e7 negres cavall · f7 negres peó · g7 negres peó · h7 negres peó · c6 negres peó · f6 negres cavall · b5 blanques alfil · e5 blanques cavall · e4 blanques peó · d3 blanques peó · a2 blanques peó · b2 blanques peó · c2 blanques peó · f2 blanques peó · g2 blanques peó · h2 blanques peó · a1 blanques torre · b1 blanques cavall · c1 blanques alfil · d1 blanques dama · e1 blanques rei · h1 blanques torre | 7 |
| 6 | a8 negres torre · c8 negres alfil · d8 negres dama · e8 negres rei · f8 negres alfil · h8 negres torre · a7 negres peó · b7 negres peó · d7 negres peó · e7 negres cavall · f7 negres peó · g7 negres peó · h7 negres peó · c6 negres peó · f6 negres cavall · b5 blanques alfil · e5 blanques cavall · e4 blanques peó · d3 blanques peó · a2 blanques peó · b2 blanques peó · c2 blanques peó · f2 blanques peó · g2 blanques peó · h2 blanques peó · a1 blanques torre · b1 blanques cavall · c1 blanques alfil · d1 blanques dama · e1 blanques rei · h1 blanques torre | a8 negres torre · c8 negres alfil · d8 negres dama · e8 negres rei · f8 negres alfil · h8 negres torre · a7 negres peó · b7 negres peó · d7 negres peó · e7 negres cavall · f7 negres peó · g7 negres peó · h7 negres peó · c6 negres peó · f6 negres cavall · b5 blanques alfil · e5 blanques cavall · e4 blanques peó · d3 blanques peó · a2 blanques peó · b2 blanques peó · c2 blanques peó · f2 blanques peó · g2 blanques peó · h2 blanques peó · a1 blanques torre · b1 blanques cavall · c1 blanques alfil · d1 blanques dama · e1 blanques rei · h1 blanques torre | a8 negres torre · c8 negres alfil · d8 negres dama · e8 negres rei · f8 negres alfil · h8 negres torre · a7 negres peó · b7 negres peó · d7 negres peó · e7 negres cavall · f7 negres peó · g7 negres peó · h7 negres peó · c6 negres peó · f6 negres cavall · b5 blanques alfil · e5 blanques cavall · e4 blanques peó · d3 blanques peó · a2 blanques peó · b2 blanques peó · c2 blanques peó · f2 blanques peó · g2 blanques peó · h2 blanques peó · a1 blanques torre · b1 blanques cavall · c1 blanques alfil · d1 blanques dama · e1 blanques rei · h1 blanques torre | a8 negres torre · c8 negres alfil · d8 negres dama · e8 negres rei · f8 negres alfil · h8 negres torre · a7 negres peó · b7 negres peó · d7 negres peó · e7 negres cavall · f7 negres peó · g7 negres peó · h7 negres peó · c6 negres peó · f6 negres cavall · b5 blanques alfil · e5 blanques cavall · e4 blanques peó · d3 blanques peó · a2 blanques peó · b2 blanques peó · c2 blanques peó · f2 blanques peó · g2 blanques peó · h2 blanques peó · a1 blanques torre · b1 blanques cavall · c1 blanques alfil · d1 blanques dama · e1 blanques rei · h1 blanques torre | a8 negres torre · c8 negres alfil · d8 negres dama · e8 negres rei · f8 negres alfil · h8 negres torre · a7 negres peó · b7 negres peó · d7 negres peó · e7 negres cavall · f7 negres peó · g7 negres peó · h7 negres peó · c6 negres peó · f6 negres cavall · b5 blanques alfil · e5 blanques cavall · e4 blanques peó · d3 blanques peó · a2 blanques peó · b2 blanques peó · c2 blanques peó · f2 blanques peó · g2 blanques peó · h2 blanques peó · a1 blanques torre · b1 blanques cavall · c1 blanques alfil · d1 blanques dama · e1 blanques rei · h1 blanques torre | a8 negres torre · c8 negres alfil · d8 negres dama · e8 negres rei · f8 negres alfil · h8 negres torre · a7 negres peó · b7 negres peó · d7 negres peó · e7 negres cavall · f7 negres peó · g7 negres peó · h7 negres peó · c6 negres peó · f6 negres cavall · b5 blanques alfil · e5 blanques cavall · e4 blanques peó · d3 blanques peó · a2 blanques peó · b2 blanques peó · c2 blanques peó · f2 blanques peó · g2 blanques peó · h2 blanques peó · a1 blanques torre · b1 blanques cavall · c1 blanques alfil · d1 blanques dama · e1 blanques rei · h1 blanques torre | a8 negres torre · c8 negres alfil · d8 negres dama · e8 negres rei · f8 negres alfil · h8 negres torre · a7 negres peó · b7 negres peó · d7 negres peó · e7 negres cavall · f7 negres peó · g7 negres peó · h7 negres peó · c6 negres peó · f6 negres cavall · b5 blanques alfil · e5 blanques cavall · e4 blanques peó · d3 blanques peó · a2 blanques peó · b2 blanques peó · c2 blanques peó · f2 blanques peó · g2 blanques peó · h2 blanques peó · a1 blanques torre · b1 blanques cavall · c1 blanques alfil · d1 blanques dama · e1 blanques rei · h1 blanques torre | a8 negres torre · c8 negres alfil · d8 negres dama · e8 negres rei · f8 negres alfil · h8 negres torre · a7 negres peó · b7 negres peó · d7 negres peó · e7 negres cavall · f7 negres peó · g7 negres peó · h7 negres peó · c6 negres peó · f6 negres cavall · b5 blanques alfil · e5 blanques cavall · e4 blanques peó · d3 blanques peó · a2 blanques peó · b2 blanques peó · c2 blanques peó · f2 blanques peó · g2 blanques peó · h2 blanques peó · a1 blanques torre · b1 blanques cavall · c1 blanques alfil · d1 blanques dama · e1 blanques rei · h1 blanques torre | 6 |
| 5 | a8 negres torre · c8 negres alfil · d8 negres dama · e8 negres rei · f8 negres alfil · h8 negres torre · a7 negres peó · b7 negres peó · d7 negres peó · e7 negres cavall · f7 negres peó · g7 negres peó · h7 negres peó · c6 negres peó · f6 negres cavall · b5 blanques alfil · e5 blanques cavall · e4 blanques peó · d3 blanques peó · a2 blanques peó · b2 blanques peó · c2 blanques peó · f2 blanques peó · g2 blanques peó · h2 blanques peó · a1 blanques torre · b1 blanques cavall · c1 blanques alfil · d1 blanques dama · e1 blanques rei · h1 blanques torre | a8 negres torre · c8 negres alfil · d8 negres dama · e8 negres rei · f8 negres alfil · h8 negres torre · a7 negres peó · b7 negres peó · d7 negres peó · e7 negres cavall · f7 negres peó · g7 negres peó · h7 negres peó · c6 negres peó · f6 negres cavall · b5 blanques alfil · e5 blanques cavall · e4 blanques peó · d3 blanques peó · a2 blanques peó · b2 blanques peó · c2 blanques peó · f2 blanques peó · g2 blanques peó · h2 blanques peó · a1 blanques torre · b1 blanques cavall · c1 blanques alfil · d1 blanques dama · e1 blanques rei · h1 blanques torre | a8 negres torre · c8 negres alfil · d8 negres dama · e8 negres rei · f8 negres alfil · h8 negres torre · a7 negres peó · b7 negres peó · d7 negres peó · e7 negres cavall · f7 negres peó · g7 negres peó · h7 negres peó · c6 negres peó · f6 negres cavall · b5 blanques alfil · e5 blanques cavall · e4 blanques peó · d3 blanques peó · a2 blanques peó · b2 blanques peó · c2 blanques peó · f2 blanques peó · g2 blanques peó · h2 blanques peó · a1 blanques torre · b1 blanques cavall · c1 blanques alfil · d1 blanques dama · e1 blanques rei · h1 blanques torre | a8 negres torre · c8 negres alfil · d8 negres dama · e8 negres rei · f8 negres alfil · h8 negres torre · a7 negres peó · b7 negres peó · d7 negres peó · e7 negres cavall · f7 negres peó · g7 negres peó · h7 negres peó · c6 negres peó · f6 negres cavall · b5 blanques alfil · e5 blanques cavall · e4 blanques peó · d3 blanques peó · a2 blanques peó · b2 blanques peó · c2 blanques peó · f2 blanques peó · g2 blanques peó · h2 blanques peó · a1 blanques torre · b1 blanques cavall · c1 blanques alfil · d1 blanques dama · e1 blanques rei · h1 blanques torre | a8 negres torre · c8 negres alfil · d8 negres dama · e8 negres rei · f8 negres alfil · h8 negres torre · a7 negres peó · b7 negres peó · d7 negres peó · e7 negres cavall · f7 negres peó · g7 negres peó · h7 negres peó · c6 negres peó · f6 negres cavall · b5 blanques alfil · e5 blanques cavall · e4 blanques peó · d3 blanques peó · a2 blanques peó · b2 blanques peó · c2 blanques peó · f2 blanques peó · g2 blanques peó · h2 blanques peó · a1 blanques torre · b1 blanques cavall · c1 blanques alfil · d1 blanques dama · e1 blanques rei · h1 blanques torre | a8 negres torre · c8 negres alfil · d8 negres dama · e8 negres rei · f8 negres alfil · h8 negres torre · a7 negres peó · b7 negres peó · d7 negres peó · e7 negres cavall · f7 negres peó · g7 negres peó · h7 negres peó · c6 negres peó · f6 negres cavall · b5 blanques alfil · e5 blanques cavall · e4 blanques peó · d3 blanques peó · a2 blanques peó · b2 blanques peó · c2 blanques peó · f2 blanques peó · g2 blanques peó · h2 blanques peó · a1 blanques torre · b1 blanques cavall · c1 blanques alfil · d1 blanques dama · e1 blanques rei · h1 blanques torre | a8 negres torre · c8 negres alfil · d8 negres dama · e8 negres rei · f8 negres alfil · h8 negres torre · a7 negres peó · b7 negres peó · d7 negres peó · e7 negres cavall · f7 negres peó · g7 negres peó · h7 negres peó · c6 negres peó · f6 negres cavall · b5 blanques alfil · e5 blanques cavall · e4 blanques peó · d3 blanques peó · a2 blanques peó · b2 blanques peó · c2 blanques peó · f2 blanques peó · g2 blanques peó · h2 blanques peó · a1 blanques torre · b1 blanques cavall · c1 blanques alfil · d1 blanques dama · e1 blanques rei · h1 blanques torre | a8 negres torre · c8 negres alfil · d8 negres dama · e8 negres rei · f8 negres alfil · h8 negres torre · a7 negres peó · b7 negres peó · d7 negres peó · e7 negres cavall · f7 negres peó · g7 negres peó · h7 negres peó · c6 negres peó · f6 negres cavall · b5 blanques alfil · e5 blanques cavall · e4 blanques peó · d3 blanques peó · a2 blanques peó · b2 blanques peó · c2 blanques peó · f2 blanques peó · g2 blanques peó · h2 blanques peó · a1 blanques torre · b1 blanques cavall · c1 blanques alfil · d1 blanques dama · e1 blanques rei · h1 blanques torre | 5 |
| 4 | a8 negres torre · c8 negres alfil · d8 negres dama · e8 negres rei · f8 negres alfil · h8 negres torre · a7 negres peó · b7 negres peó · d7 negres peó · e7 negres cavall · f7 negres peó · g7 negres peó · h7 negres peó · c6 negres peó · f6 negres cavall · b5 blanques alfil · e5 blanques cavall · e4 blanques peó · d3 blanques peó · a2 blanques peó · b2 blanques peó · c2 blanques peó · f2 blanques peó · g2 blanques peó · h2 blanques peó · a1 blanques torre · b1 blanques cavall · c1 blanques alfil · d1 blanques dama · e1 blanques rei · h1 blanques torre | a8 negres torre · c8 negres alfil · d8 negres dama · e8 negres rei · f8 negres alfil · h8 negres torre · a7 negres peó · b7 negres peó · d7 negres peó · e7 negres cavall · f7 negres peó · g7 negres peó · h7 negres peó · c6 negres peó · f6 negres cavall · b5 blanques alfil · e5 blanques cavall · e4 blanques peó · d3 blanques peó · a2 blanques peó · b2 blanques peó · c2 blanques peó · f2 blanques peó · g2 blanques peó · h2 blanques peó · a1 blanques torre · b1 blanques cavall · c1 blanques alfil · d1 blanques dama · e1 blanques rei · h1 blanques torre | a8 negres torre · c8 negres alfil · d8 negres dama · e8 negres rei · f8 negres alfil · h8 negres torre · a7 negres peó · b7 negres peó · d7 negres peó · e7 negres cavall · f7 negres peó · g7 negres peó · h7 negres peó · c6 negres peó · f6 negres cavall · b5 blanques alfil · e5 blanques cavall · e4 blanques peó · d3 blanques peó · a2 blanques peó · b2 blanques peó · c2 blanques peó · f2 blanques peó · g2 blanques peó · h2 blanques peó · a1 blanques torre · b1 blanques cavall · c1 blanques alfil · d1 blanques dama · e1 blanques rei · h1 blanques torre | a8 negres torre · c8 negres alfil · d8 negres dama · e8 negres rei · f8 negres alfil · h8 negres torre · a7 negres peó · b7 negres peó · d7 negres peó · e7 negres cavall · f7 negres peó · g7 negres peó · h7 negres peó · c6 negres peó · f6 negres cavall · b5 blanques alfil · e5 blanques cavall · e4 blanques peó · d3 blanques peó · a2 blanques peó · b2 blanques peó · c2 blanques peó · f2 blanques peó · g2 blanques peó · h2 blanques peó · a1 blanques torre · b1 blanques cavall · c1 blanques alfil · d1 blanques dama · e1 blanques rei · h1 blanques torre | a8 negres torre · c8 negres alfil · d8 negres dama · e8 negres rei · f8 negres alfil · h8 negres torre · a7 negres peó · b7 negres peó · d7 negres peó · e7 negres cavall · f7 negres peó · g7 negres peó · h7 negres peó · c6 negres peó · f6 negres cavall · b5 blanques alfil · e5 blanques cavall · e4 blanques peó · d3 blanques peó · a2 blanques peó · b2 blanques peó · c2 blanques peó · f2 blanques peó · g2 blanques peó · h2 blanques peó · a1 blanques torre · b1 blanques cavall · c1 blanques alfil · d1 blanques dama · e1 blanques rei · h1 blanques torre | a8 negres torre · c8 negres alfil · d8 negres dama · e8 negres rei · f8 negres alfil · h8 negres torre · a7 negres peó · b7 negres peó · d7 negres peó · e7 negres cavall · f7 negres peó · g7 negres peó · h7 negres peó · c6 negres peó · f6 negres cavall · b5 blanques alfil · e5 blanques cavall · e4 blanques peó · d3 blanques peó · a2 blanques peó · b2 blanques peó · c2 blanques peó · f2 blanques peó · g2 blanques peó · h2 blanques peó · a1 blanques torre · b1 blanques cavall · c1 blanques alfil · d1 blanques dama · e1 blanques rei · h1 blanques torre | a8 negres torre · c8 negres alfil · d8 negres dama · e8 negres rei · f8 negres alfil · h8 negres torre · a7 negres peó · b7 negres peó · d7 negres peó · e7 negres cavall · f7 negres peó · g7 negres peó · h7 negres peó · c6 negres peó · f6 negres cavall · b5 blanques alfil · e5 blanques cavall · e4 blanques peó · d3 blanques peó · a2 blanques peó · b2 blanques peó · c2 blanques peó · f2 blanques peó · g2 blanques peó · h2 blanques peó · a1 blanques torre · b1 blanques cavall · c1 blanques alfil · d1 blanques dama · e1 blanques rei · h1 blanques torre | a8 negres torre · c8 negres alfil · d8 negres dama · e8 negres rei · f8 negres alfil · h8 negres torre · a7 negres peó · b7 negres peó · d7 negres peó · e7 negres cavall · f7 negres peó · g7 negres peó · h7 negres peó · c6 negres peó · f6 negres cavall · b5 blanques alfil · e5 blanques cavall · e4 blanques peó · d3 blanques peó · a2 blanques peó · b2 blanques peó · c2 blanques peó · f2 blanques peó · g2 blanques peó · h2 blanques peó · a1 blanques torre · b1 blanques cavall · c1 blanques alfil · d1 blanques dama · e1 blanques rei · h1 blanques torre | 4 |
| 3 | a8 negres torre · c8 negres alfil · d8 negres dama · e8 negres rei · f8 negres alfil · h8 negres torre · a7 negres peó · b7 negres peó · d7 negres peó · e7 negres cavall · f7 negres peó · g7 negres peó · h7 negres peó · c6 negres peó · f6 negres cavall · b5 blanques alfil · e5 blanques cavall · e4 blanques peó · d3 blanques peó · a2 blanques peó · b2 blanques peó · c2 blanques peó · f2 blanques peó · g2 blanques peó · h2 blanques peó · a1 blanques torre · b1 blanques cavall · c1 blanques alfil · d1 blanques dama · e1 blanques rei · h1 blanques torre | a8 negres torre · c8 negres alfil · d8 negres dama · e8 negres rei · f8 negres alfil · h8 negres torre · a7 negres peó · b7 negres peó · d7 negres peó · e7 negres cavall · f7 negres peó · g7 negres peó · h7 negres peó · c6 negres peó · f6 negres cavall · b5 blanques alfil · e5 blanques cavall · e4 blanques peó · d3 blanques peó · a2 blanques peó · b2 blanques peó · c2 blanques peó · f2 blanques peó · g2 blanques peó · h2 blanques peó · a1 blanques torre · b1 blanques cavall · c1 blanques alfil · d1 blanques dama · e1 blanques rei · h1 blanques torre | a8 negres torre · c8 negres alfil · d8 negres dama · e8 negres rei · f8 negres alfil · h8 negres torre · a7 negres peó · b7 negres peó · d7 negres peó · e7 negres cavall · f7 negres peó · g7 negres peó · h7 negres peó · c6 negres peó · f6 negres cavall · b5 blanques alfil · e5 blanques cavall · e4 blanques peó · d3 blanques peó · a2 blanques peó · b2 blanques peó · c2 blanques peó · f2 blanques peó · g2 blanques peó · h2 blanques peó · a1 blanques torre · b1 blanques cavall · c1 blanques alfil · d1 blanques dama · e1 blanques rei · h1 blanques torre | a8 negres torre · c8 negres alfil · d8 negres dama · e8 negres rei · f8 negres alfil · h8 negres torre · a7 negres peó · b7 negres peó · d7 negres peó · e7 negres cavall · f7 negres peó · g7 negres peó · h7 negres peó · c6 negres peó · f6 negres cavall · b5 blanques alfil · e5 blanques cavall · e4 blanques peó · d3 blanques peó · a2 blanques peó · b2 blanques peó · c2 blanques peó · f2 blanques peó · g2 blanques peó · h2 blanques peó · a1 blanques torre · b1 blanques cavall · c1 blanques alfil · d1 blanques dama · e1 blanques rei · h1 blanques torre | a8 negres torre · c8 negres alfil · d8 negres dama · e8 negres rei · f8 negres alfil · h8 negres torre · a7 negres peó · b7 negres peó · d7 negres peó · e7 negres cavall · f7 negres peó · g7 negres peó · h7 negres peó · c6 negres peó · f6 negres cavall · b5 blanques alfil · e5 blanques cavall · e4 blanques peó · d3 blanques peó · a2 blanques peó · b2 blanques peó · c2 blanques peó · f2 blanques peó · g2 blanques peó · h2 blanques peó · a1 blanques torre · b1 blanques cavall · c1 blanques alfil · d1 blanques dama · e1 blanques rei · h1 blanques torre | a8 negres torre · c8 negres alfil · d8 negres dama · e8 negres rei · f8 negres alfil · h8 negres torre · a7 negres peó · b7 negres peó · d7 negres peó · e7 negres cavall · f7 negres peó · g7 negres peó · h7 negres peó · c6 negres peó · f6 negres cavall · b5 blanques alfil · e5 blanques cavall · e4 blanques peó · d3 blanques peó · a2 blanques peó · b2 blanques peó · c2 blanques peó · f2 blanques peó · g2 blanques peó · h2 blanques peó · a1 blanques torre · b1 blanques cavall · c1 blanques alfil · d1 blanques dama · e1 blanques rei · h1 blanques torre | a8 negres torre · c8 negres alfil · d8 negres dama · e8 negres rei · f8 negres alfil · h8 negres torre · a7 negres peó · b7 negres peó · d7 negres peó · e7 negres cavall · f7 negres peó · g7 negres peó · h7 negres peó · c6 negres peó · f6 negres cavall · b5 blanques alfil · e5 blanques cavall · e4 blanques peó · d3 blanques peó · a2 blanques peó · b2 blanques peó · c2 blanques peó · f2 blanques peó · g2 blanques peó · h2 blanques peó · a1 blanques torre · b1 blanques cavall · c1 blanques alfil · d1 blanques dama · e1 blanques rei · h1 blanques torre | a8 negres torre · c8 negres alfil · d8 negres dama · e8 negres rei · f8 negres alfil · h8 negres torre · a7 negres peó · b7 negres peó · d7 negres peó · e7 negres cavall · f7 negres peó · g7 negres peó · h7 negres peó · c6 negres peó · f6 negres cavall · b5 blanques alfil · e5 blanques cavall · e4 blanques peó · d3 blanques peó · a2 blanques peó · b2 blanques peó · c2 blanques peó · f2 blanques peó · g2 blanques peó · h2 blanques peó · a1 blanques torre · b1 blanques cavall · c1 blanques alfil · d1 blanques dama · e1 blanques rei · h1 blanques torre | 3 |
| 2 | a8 negres torre · c8 negres alfil · d8 negres dama · e8 negres rei · f8 negres alfil · h8 negres torre · a7 negres peó · b7 negres peó · d7 negres peó · e7 negres cavall · f7 negres peó · g7 negres peó · h7 negres peó · c6 negres peó · f6 negres cavall · b5 blanques alfil · e5 blanques cavall · e4 blanques peó · d3 blanques peó · a2 blanques peó · b2 blanques peó · c2 blanques peó · f2 blanques peó · g2 blanques peó · h2 blanques peó · a1 blanques torre · b1 blanques cavall · c1 blanques alfil · d1 blanques dama · e1 blanques rei · h1 blanques torre | a8 negres torre · c8 negres alfil · d8 negres dama · e8 negres rei · f8 negres alfil · h8 negres torre · a7 negres peó · b7 negres peó · d7 negres peó · e7 negres cavall · f7 negres peó · g7 negres peó · h7 negres peó · c6 negres peó · f6 negres cavall · b5 blanques alfil · e5 blanques cavall · e4 blanques peó · d3 blanques peó · a2 blanques peó · b2 blanques peó · c2 blanques peó · f2 blanques peó · g2 blanques peó · h2 blanques peó · a1 blanques torre · b1 blanques cavall · c1 blanques alfil · d1 blanques dama · e1 blanques rei · h1 blanques torre | a8 negres torre · c8 negres alfil · d8 negres dama · e8 negres rei · f8 negres alfil · h8 negres torre · a7 negres peó · b7 negres peó · d7 negres peó · e7 negres cavall · f7 negres peó · g7 negres peó · h7 negres peó · c6 negres peó · f6 negres cavall · b5 blanques alfil · e5 blanques cavall · e4 blanques peó · d3 blanques peó · a2 blanques peó · b2 blanques peó · c2 blanques peó · f2 blanques peó · g2 blanques peó · h2 blanques peó · a1 blanques torre · b1 blanques cavall · c1 blanques alfil · d1 blanques dama · e1 blanques rei · h1 blanques torre | a8 negres torre · c8 negres alfil · d8 negres dama · e8 negres rei · f8 negres alfil · h8 negres torre · a7 negres peó · b7 negres peó · d7 negres peó · e7 negres cavall · f7 negres peó · g7 negres peó · h7 negres peó · c6 negres peó · f6 negres cavall · b5 blanques alfil · e5 blanques cavall · e4 blanques peó · d3 blanques peó · a2 blanques peó · b2 blanques peó · c2 blanques peó · f2 blanques peó · g2 blanques peó · h2 blanques peó · a1 blanques torre · b1 blanques cavall · c1 blanques alfil · d1 blanques dama · e1 blanques rei · h1 blanques torre | a8 negres torre · c8 negres alfil · d8 negres dama · e8 negres rei · f8 negres alfil · h8 negres torre · a7 negres peó · b7 negres peó · d7 negres peó · e7 negres cavall · f7 negres peó · g7 negres peó · h7 negres peó · c6 negres peó · f6 negres cavall · b5 blanques alfil · e5 blanques cavall · e4 blanques peó · d3 blanques peó · a2 blanques peó · b2 blanques peó · c2 blanques peó · f2 blanques peó · g2 blanques peó · h2 blanques peó · a1 blanques torre · b1 blanques cavall · c1 blanques alfil · d1 blanques dama · e1 blanques rei · h1 blanques torre | a8 negres torre · c8 negres alfil · d8 negres dama · e8 negres rei · f8 negres alfil · h8 negres torre · a7 negres peó · b7 negres peó · d7 negres peó · e7 negres cavall · f7 negres peó · g7 negres peó · h7 negres peó · c6 negres peó · f6 negres cavall · b5 blanques alfil · e5 blanques cavall · e4 blanques peó · d3 blanques peó · a2 blanques peó · b2 blanques peó · c2 blanques peó · f2 blanques peó · g2 blanques peó · h2 blanques peó · a1 blanques torre · b1 blanques cavall · c1 blanques alfil · d1 blanques dama · e1 blanques rei · h1 blanques torre | a8 negres torre · c8 negres alfil · d8 negres dama · e8 negres rei · f8 negres alfil · h8 negres torre · a7 negres peó · b7 negres peó · d7 negres peó · e7 negres cavall · f7 negres peó · g7 negres peó · h7 negres peó · c6 negres peó · f6 negres cavall · b5 blanques alfil · e5 blanques cavall · e4 blanques peó · d3 blanques peó · a2 blanques peó · b2 blanques peó · c2 blanques peó · f2 blanques peó · g2 blanques peó · h2 blanques peó · a1 blanques torre · b1 blanques cavall · c1 blanques alfil · d1 blanques dama · e1 blanques rei · h1 blanques torre | a8 negres torre · c8 negres alfil · d8 negres dama · e8 negres rei · f8 negres alfil · h8 negres torre · a7 negres peó · b7 negres peó · d7 negres peó · e7 negres cavall · f7 negres peó · g7 negres peó · h7 negres peó · c6 negres peó · f6 negres cavall · b5 blanques alfil · e5 blanques cavall · e4 blanques peó · d3 blanques peó · a2 blanques peó · b2 blanques peó · c2 blanques peó · f2 blanques peó · g2 blanques peó · h2 blanques peó · a1 blanques torre · b1 blanques cavall · c1 blanques alfil · d1 blanques dama · e1 blanques rei · h1 blanques torre | 2 |
| 1 | a8 negres torre · c8 negres alfil · d8 negres dama · e8 negres rei · f8 negres alfil · h8 negres torre · a7 negres peó · b7 negres peó · d7 negres peó · e7 negres cavall · f7 negres peó · g7 negres peó · h7 negres peó · c6 negres peó · f6 negres cavall · b5 blanques alfil · e5 blanques cavall · e4 blanques peó · d3 blanques peó · a2 blanques peó · b2 blanques peó · c2 blanques peó · f2 blanques peó · g2 blanques peó · h2 blanques peó · a1 blanques torre · b1 blanques cavall · c1 blanques alfil · d1 blanques dama · e1 blanques rei · h1 blanques torre | a8 negres torre · c8 negres alfil · d8 negres dama · e8 negres rei · f8 negres alfil · h8 negres torre · a7 negres peó · b7 negres peó · d7 negres peó · e7 negres cavall · f7 negres peó · g7 negres peó · h7 negres peó · c6 negres peó · f6 negres cavall · b5 blanques alfil · e5 blanques cavall · e4 blanques peó · d3 blanques peó · a2 blanques peó · b2 blanques peó · c2 blanques peó · f2 blanques peó · g2 blanques peó · h2 blanques peó · a1 blanques torre · b1 blanques cavall · c1 blanques alfil · d1 blanques dama · e1 blanques rei · h1 blanques torre | a8 negres torre · c8 negres alfil · d8 negres dama · e8 negres rei · f8 negres alfil · h8 negres torre · a7 negres peó · b7 negres peó · d7 negres peó · e7 negres cavall · f7 negres peó · g7 negres peó · h7 negres peó · c6 negres peó · f6 negres cavall · b5 blanques alfil · e5 blanques cavall · e4 blanques peó · d3 blanques peó · a2 blanques peó · b2 blanques peó · c2 blanques peó · f2 blanques peó · g2 blanques peó · h2 blanques peó · a1 blanques torre · b1 blanques cavall · c1 blanques alfil · d1 blanques dama · e1 blanques rei · h1 blanques torre | a8 negres torre · c8 negres alfil · d8 negres dama · e8 negres rei · f8 negres alfil · h8 negres torre · a7 negres peó · b7 negres peó · d7 negres peó · e7 negres cavall · f7 negres peó · g7 negres peó · h7 negres peó · c6 negres peó · f6 negres cavall · b5 blanques alfil · e5 blanques cavall · e4 blanques peó · d3 blanques peó · a2 blanques peó · b2 blanques peó · c2 blanques peó · f2 blanques peó · g2 blanques peó · h2 blanques peó · a1 blanques torre · b1 blanques cavall · c1 blanques alfil · d1 blanques dama · e1 blanques rei · h1 blanques torre | a8 negres torre · c8 negres alfil · d8 negres dama · e8 negres rei · f8 negres alfil · h8 negres torre · a7 negres peó · b7 negres peó · d7 negres peó · e7 negres cavall · f7 negres peó · g7 negres peó · h7 negres peó · c6 negres peó · f6 negres cavall · b5 blanques alfil · e5 blanques cavall · e4 blanques peó · d3 blanques peó · a2 blanques peó · b2 blanques peó · c2 blanques peó · f2 blanques peó · g2 blanques peó · h2 blanques peó · a1 blanques torre · b1 blanques cavall · c1 blanques alfil · d1 blanques dama · e1 blanques rei · h1 blanques torre | a8 negres torre · c8 negres alfil · d8 negres dama · e8 negres rei · f8 negres alfil · h8 negres torre · a7 negres peó · b7 negres peó · d7 negres peó · e7 negres cavall · f7 negres peó · g7 negres peó · h7 negres peó · c6 negres peó · f6 negres cavall · b5 blanques alfil · e5 blanques cavall · e4 blanques peó · d3 blanques peó · a2 blanques peó · b2 blanques peó · c2 blanques peó · f2 blanques peó · g2 blanques peó · h2 blanques peó · a1 blanques torre · b1 blanques cavall · c1 blanques alfil · d1 blanques dama · e1 blanques rei · h1 blanques torre | a8 negres torre · c8 negres alfil · d8 negres dama · e8 negres rei · f8 negres alfil · h8 negres torre · a7 negres peó · b7 negres peó · d7 negres peó · e7 negres cavall · f7 negres peó · g7 negres peó · h7 negres peó · c6 negres peó · f6 negres cavall · b5 blanques alfil · e5 blanques cavall · e4 blanques peó · d3 blanques peó · a2 blanques peó · b2 blanques peó · c2 blanques peó · f2 blanques peó · g2 blanques peó · h2 blanques peó · a1 blanques torre · b1 blanques cavall · c1 blanques alfil · d1 blanques dama · e1 blanques rei · h1 blanques torre | a8 negres torre · c8 negres alfil · d8 negres dama · e8 negres rei · f8 negres alfil · h8 negres torre · a7 negres peó · b7 negres peó · d7 negres peó · e7 negres cavall · f7 negres peó · g7 negres peó · h7 negres peó · c6 negres peó · f6 negres cavall · b5 blanques alfil · e5 blanques cavall · e4 blanques peó · d3 blanques peó · a2 blanques peó · b2 blanques peó · c2 blanques peó · f2 blanques peó · g2 blanques peó · h2 blanques peó · a1 blanques torre · b1 blanques cavall · c1 blanques alfil · d1 blanques dama · e1 blanques rei · h1 blanques torre | 1 |
|   | a | b | c | d | e | f | g | h |   |

El Parany de Mortimer és un parany d'obertura d'escacs de l'obertura Ruy López, anomenat així en honor de James Mortimer. El parany de Mortimer és un vertader parany en el sentit que les negres deliberadament fan una jugada fluixa tot esperant que les blanques facin un error.
|  |

## Anàlisi
1. e4 e5 2. Cf3 Cc6 3. Ab5 Cf6
El parany comença amb les negres jugant la Defensa berlinesa. Tot i que la berlinesa va ser molt més popular al segle xix que no pas al XX, aquesta "va ascendir als altars de la teoria quan Vladímir Kràmnik la va fer servir com a principal defensa per derrotar Garri Kaspàrov en el seu encontre del Campionat del món d'escacs del 2000."
4. d3
Les blanques juguen una alternativa tranquil·la a les més comunes 4.0-0, 4.d4 o 4.Cc3 (aquesta última transposa a l'obertura dels quatre cavalls). I. A. Horowitz i Fred Reinfeld varen escriure que 4.d3 és un "moviment d'Steinitz, amb el qual va obtenir molt bons resultats al llarg del seu regnat com a campió del món."
4... Ce7
La defensa Mortimer, amb l'intent de portar el cavall a g6. Aquest estrany moviment fa perdre temps i per això es considera inferior a altres moviments, però amaga un parany. Les blanques tenen moltes respostes acceptables, però caure en la temptació de capturar el peó negre d'e5 és un error.
5. Cxe5? c6! (vegeu el diagrama)
Atacant l'alfil blanc i amenaçant 6...Da5+. Si l'alfil es mou (6.Aa4 o 6.Ac4), les negres guanyen una peça amb 6...Da5+, enforquillant el rei i el cavall de les blanques.
6. Cc4
El millor intent de les blanques, cobrint a5 i prevenint així 6...Da5+, i amenaçant el mat de la coça amb 7.Cd6#.
6... d6! 7. Aa4 b5
Les negres enforquillen l'alfil i el cavall de les blanques, i guanyen una peça per dos peons.

## Discussió
Mortimer va jugar aquest aquesta defensa al Torneig d'escacs de Londres de 1883 contra Berthold Englisch, Samuel Rosenthal, i Josef Noa, i va perdre les tres partides. Johannes Zukertort, el guanyador del torneig, també va jugar-lo contra Englisch, amb el resultat de taules. Zukertort va escriure de 4...Ce7, "El sr. Mortimer reclama ser l'inventor d'aquest moviment. Ho vaig adoptar com una novetat." La primera edició del tractat Chess Openings, Ancient and Modern analitza 5.Cc3 Cg6 6.0-0 c6 7.Aa4 d6 8.Ab3 i ara els autors mencionen tant 8...Ae6 com 8...Ae7 donant a les negres la igualtat. Un xic més recentment, Horowitz i Reinfeld diuen de 4...Ce7, "Aquesta pèrdua de temps traient el cavall cap a una casella inferior bloqueja el desenvolupament de l'alfil de rei .... No obstant això, queda pel record que aquest swindle va estar de moda durant uns anys."
Avui dia, 4.d3 es veu molt rarament, i 4...Ce7 encara menys. Aquests dos darrers moviments no es mencionen ni a Modern Chess Openings (on 4.d3 és relegat a un peu de nota, i només esmenta la resposta 4...d6) ni a Encyclopedia of Chess Openings (la qual només menciona les respostes 4...d6 i 4...Bc5).